# فلاديمير كولاكوف
فلاديمير كولاكوف (بالروسية: Кулаков, Владимир Григорьевич)‏ هو سياسي روسي، ولد في 23 أبريل 1944 في كومسومولسك-نا-أموري في روسيا. حزبياً، نشط في روسيا الموحدة.